# Córdoba CF

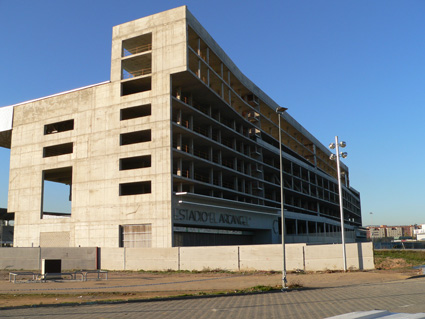
Estadio Nuevo Arcángel

Córdoba CF (celým názvem Córdoba Club de Fútbol, S.A.D.) je španělský fotbalový klub sídlící ve městě Córdoba. Byl založen roku 1951 pod názvem Club Deportivo San Álvaro. Jeho domácím stadionem je Estadio Nuevo Arcángel s kapacitou 25 000 míst.
V sezoně 2013/14 se probojoval ze 7. místa Segunda División přes postupové play-off do Primera División (návrat po 42 letech do elitní soutěže). V sezóně 2014/15 se však nedokázal zachránit v La Lize a po roce sestoupil zpět do Segunda División z posledního 20. místa, když za celý ročník dokázal nastřádat jen 3 ligové výhry.

## Názvy klubu
- 1951 – založení pod názvem CD San Álvaro Córdoba
- 1954 – sloučení s RCD Cordoba do Córdoba CF